# Carlo Contarini
Carlo Contarini (ur. 5 lipca 1580, zm. 1 maja 1656) – doża wenecki od 1655 roku.